# Piercolias huanaco
Piercolias huanaco is een vlindersoort uit de familie van de Pieridae (witjes), onderfamilie Pierinae.
Piercolias huanaco werd in 1894 beschreven door Staudinger.